# Association pour la langue carélienne
L'Association pour la langue carélienne (en finnois : Karjalan Kielen Seura) est une association finlandaise fondée pour promouvoir le carélien et son statut en  Finlande et en Russie. 

## Historique
L'association est fondée le 18 février 1995 à Joensuu, et présidée par le primat Léon de Finlande. 
Le but de l'association est d'accroître l'intérêt et la connaissance de la langue carélienne, de publier de la littérature en langue carélienne  et de soutenir la recherche sur la Carélie, ainsi que l'étude du carélien et  de l'expression créatrice dans cette langue. 
Avec le temps, l'association est devenue une organisation culturelle de la minorité carélienne de la république de Carélie».
En 2010, la société est devenue l'un des organisateurs des manifestations consacrées au 175e anniversaire de l'épopée finnoise de Carélie le Kalevala
En 2011, la société a lancé l'édition en Carélie du magazine en carélien «Karjal Žurnualu».
En 2012 la société a distribué un nombre record de livres en carélien. 
À la demande de l'association, la télévision et la radio Yle diffuse des nouvelles chaque vendredi.

## Partenaires
- Église orthodoxe de Finlande
- Yle
- association des habitants de Carélie (ru)
- Jeune Carélie (ru)
- Centre pour la science et la culture de Russie à Helsinki[6]